# Identi.ca

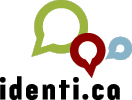
logo

Identi.ca is een open-source sociale netwerk- en microblogging-dienst. De dienst maakt gebruik van StatusNet, een micro-blogging-softwarepakket dat gebouwd is aan de hand van de OpenMicroBlogging-specificatie. Gebruikers kunnen korte tekstberichten ("dents") sturen van maximaal 140 karakters, te vergelijken met Twitter. Dit kan via een webbrowser, een mobiele telefoon of op een andere manier. Identi.ca is in zo'n dertig verschillende talen beschikbaar, waaronder het Nederlands.

## Mogelijkheden en kenmerken
Een van de kenmerkende mogelijkheden van Identi.ca zijn groepen, die gebruikt kunnen worden om dents over een bepaald onderwerp direct in de persoonlijke tijdlijn te volgen. Identi.ca ondersteunt XMPP en staat het exporteren en uitwisselen toe van persoonlijke en "vrienden"-gegevens toe aan de hand van de FOAF-standaard. Dit betekent onder andere dat dents naar een Twitter-account of een andere dienst gestuurd kunnen worden. Identi.ca ondersteunt tevens OpenID.
De volledige inhoud van Identi.ca valt onder de  Creative Commons Attribution 3.0 licentie (CC-3.0-BY). Daarnaast is alle software waarvan Identi.ca gebruikmaakt vrije software.

## Geschiedenis
De dienst wordt door de in het Canadese Montreal gevestigde bedrijf Contrôlez-Vous, Inc. / Control Yourself, Inc. ontwikkeld en werd op 1 juli 2008 gelanceerd. In de eerste 24 uur na deze publieke lancering ontving Identi.ca ruim achtduizend registraties en ruim negentienduizend dents. De miljoenste dent werd op 4 november 2008 bereikt. In januari 2009 kreeg Identi.ca starterskapitaal van een tevens in Montreal gevestigde durfkapitaalgroep. Als eerste resultaat hiervan kreeg Identi.ca op 23 januari 2009 een upgrade en een nieuw uiterlijk.